# Digera muricata
Digera muricata là loài thực vật có hoa thuộc họ Dền. Loài này được (L.) Mart. mô tả khoa học đầu tiên năm 1826.